# جهانخوش
جهانخوش، روستایی از توابع بخش مرکزی شهرستان الیگودرز در استان لرستان ایران است. در این روستا چند تیره ازخاندان سرلک ،طایفه بساک (جلیلوند، شهریسوند، آلیگر)، طایفه ذلقی، طایفه هفت لنگ بهداروند، طایفه عیسوند،  و طایفه عبدالوند زندگی می‌کرده‌اند. همان‌طور که از نام روستا پیداست این روستا در فصل بهار طبیعت بسیار زیبایی با چشمه‌های خروشان داشت که بر اثر خشکسالی و روند برداشت بی‌رویه از آبهای زیرزمینی بی آب شده‌اند.

## جمعیت
این روستا در دهستان بربرود غربی قرار دارد و براساس سرشماری مرکز آمار ایران در سال ۱۳۸۵، جمعیت آن ۴۱۹ نفر (۸۴خانوار) بوده‌است.